# Teodor Klincewicz

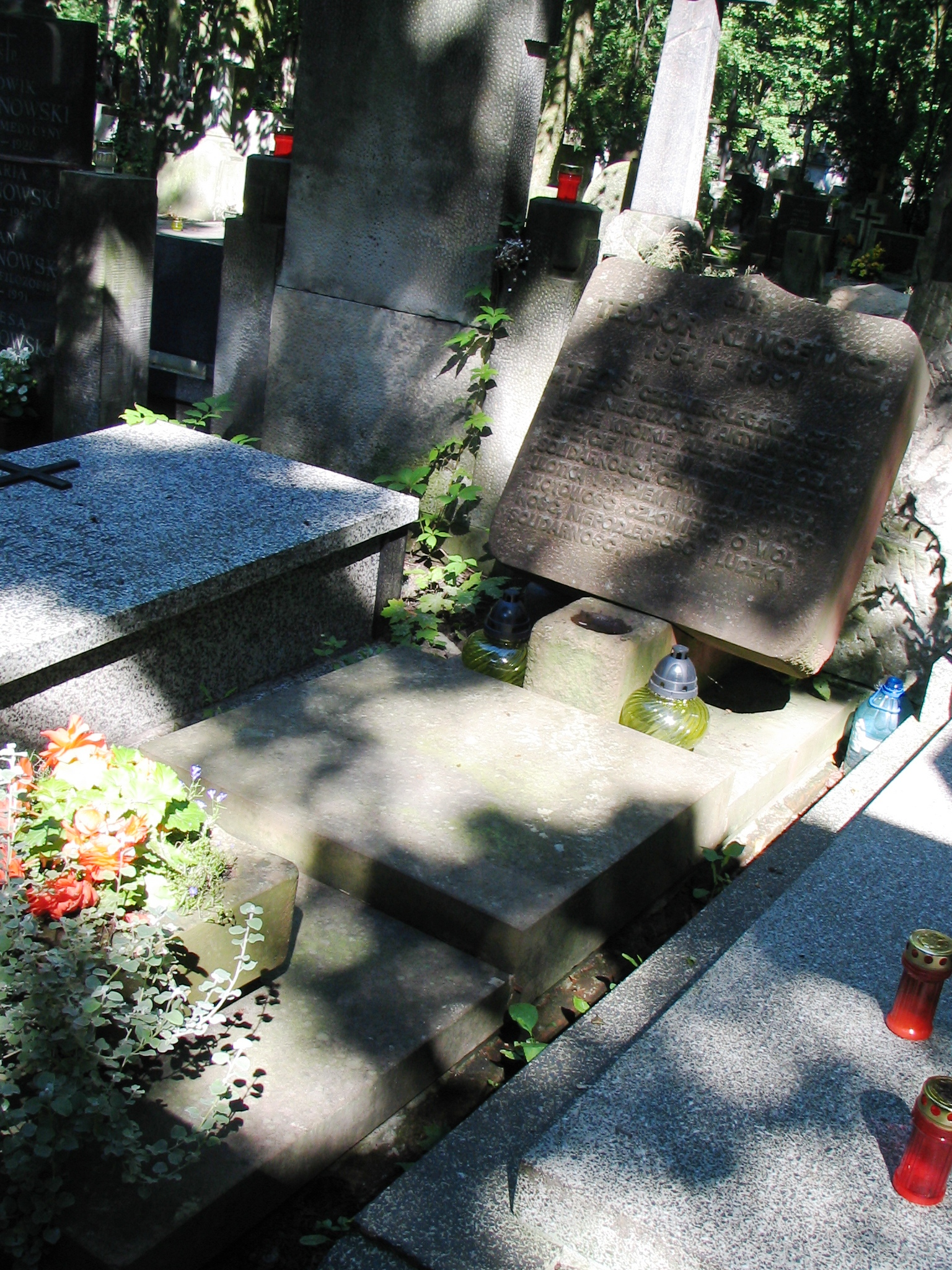
Grób Teodora Klincewicza na cmentarzu Powązkowskim w Warszawie

Teodor Klincewicz (ur. 4 stycznia 1955 w Połubnikach w ZSRR, zm. 1 marca 1991) – działacz opozycji w PRL.

## Życiorys
Jego rodzicami byli Teodor i Teresa Siecheń. Rodzina Teodora Klincewicza była repatriowana do Polski w 1959 roku.
Był studentem Wydziału Fizyki Technicznej i Matematyki Stosowanej Politechniki Warszawskiej. Od 1976 roku był współpracownikiem Studenckiego Komitetu Solidarności i Komitetu Obrony Robotników.
Drukował i kolportował pismo „Robotnik”. Współredagował i wydawał lokalne studenckie pismo Politechniki Warszawskiej «100 razy głową w mur». Dwukrotnie był zatrzymywany przez Służbę Bezpieczeństwa. Proponowano mu współpracę z SB. Zdecydowanie odmówił. Był współtwórcą Niezależnego Zrzeszenia Studentów, pierwszym przewodniczącym NZS na PW oraz wiceprzewodniczącym Krajowej Komisji Koordynacyjnej NZS.
Teodor Klincewicz był współpracownikiem Komitetu Obrony Robotników, wiceprzewodniczącym Niezależnego Zrzeszenia Studentów, organizatorem i przywódcą (ps. „Borys”, „Rafał”) „Grup Oporu Solidarni”, współtwórcą Oficyny Wydawniczej „Rytm”, redaktorem naczelnym „Kuriera Mazowsza” – pisma Regionalnej Komisji Wykonawczej NSZZ „Solidarność” Region Mazowsze.
Nie powiodła się przygotowywana przez SB próba zatrzymania Teodora Klincewicza w nocy z 12 na 13 grudnia 1981 roku.
Ukrywał się od początku stanu wojennego. Do czasu zatrzymania w nocy z 21 na 22 marca 1983 roku SB nie potrafiła ustalić miejsca jego pobytu ani jego roli w podziemiu. Na wiosnę 1982 roku stworzył Grupy Oporu „Solidarni” i kierował nimi do obrad Okrągłego Stołu. Współpracował z wieloma strukturami podziemnymi. Był członkiem «Dyrektoriatu» – zespołu koordynującego działania RKW Mazowsze. Wspólnie z Marianem Kotarskim (w 2012 ujawniono, że to nazwisko fikcyjne, w rzeczywistości nazywał się Marian Pękalski i był funkcjonariuszem Departamentu II Służby Bezpieczeństwa) powołał do życia Oficynę Wydawniczą „Rytm”, istniejącą do dzisiaj, kierowaną od 1989 roku przez Kotarskiego.
Po legalizacji „Solidarności” Klincewicz został redaktorem naczelnym pisma „Kurier Mazowsza”, gazety Regionalnej Komisji Wykonawczej NSZZ „Solidarność” Region Mazowsze, będącego jawną kontynuacją gazetki ulotnej jego pomysłu, rozrzucanej w Warszawie w okresie stanu wojennego.
Został ranny w wypadku samochodowym pod Mławą (w czasie podróży służbowej na Krajowy Zjazd Delegatów NSZZ „Solidarność”). Na drogę, wprost pod koła samochodu Klincewicza, wszedł pijany mężczyzna, po czym rozbijając przednią szybę auta wpadł do środka, uderzając w głowę kierującego. Teodor Klincewicz zdążył jeszcze odwieźć mężczyznę do szpitala, po czym stracił przytomność i zmarł. Pochowany na cmentarzu Powązkowskim (kwatera 107-4-24).

## Odznaczenia
20 lutego 2017 roku prezydent Andrzej Duda odznaczył pośmiertnie Teodora Klincewicza Krzyżem Wolności i Solidarności za zasługi w działalności na rzecz niepodległości i suwerenności Polski oraz respektowania praw człowieka w Polskiej Rzeczypospolitej Ludowej.